# Alcover
Pour les articles homonymes, voir Alcover (homonymie).
Alcover est une commune d'Espagne dans la communauté autonome de Catalogne, province de Tarragone, de la comarque de Alt Camp.

## Personnalités
- Maria Domènech, femme de lettres